# وورتمبرگ

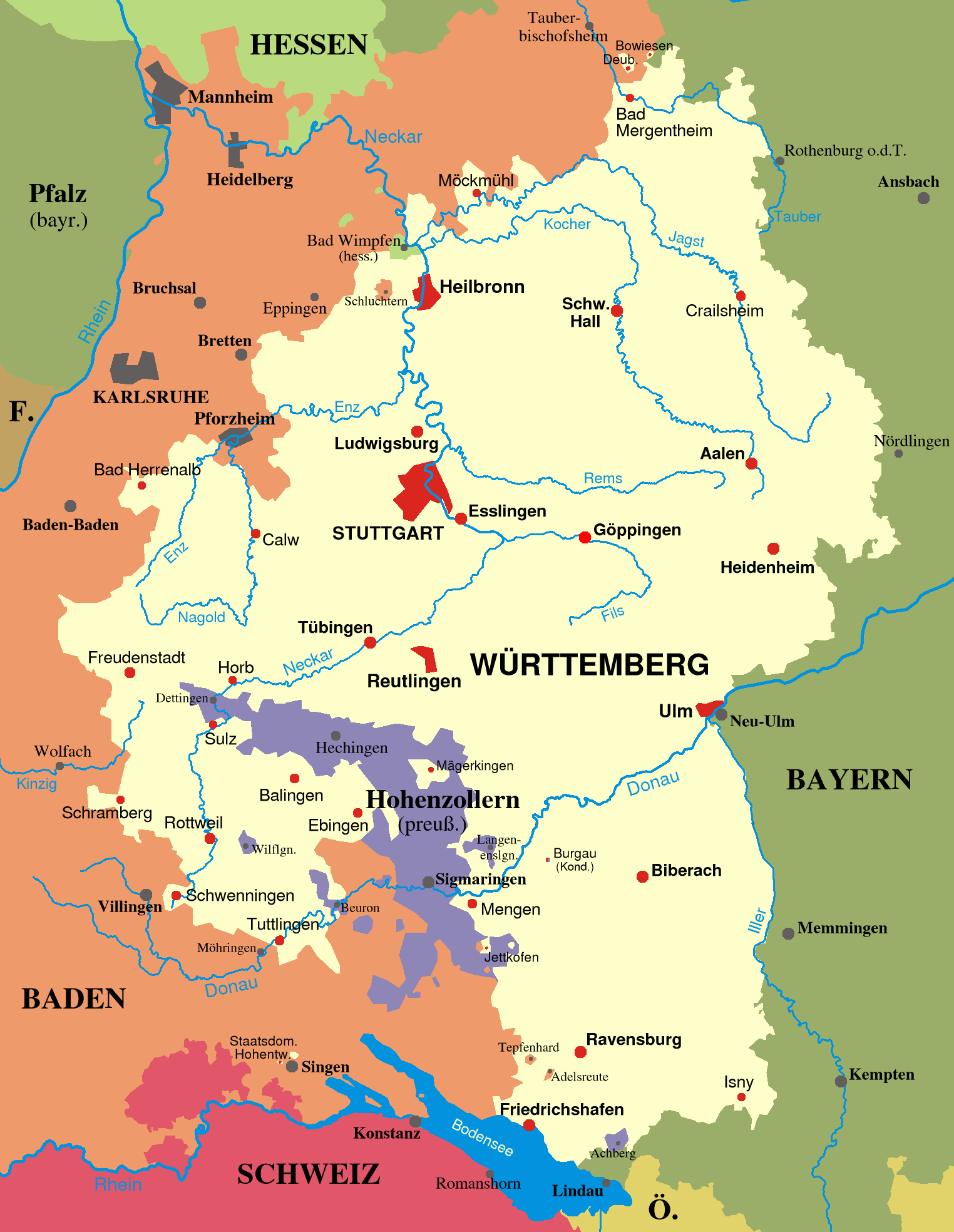
سرزمین وورتمبرگ در سال ۱۸۱۰–۱۹۴۵.

وورتمبرگ (به آلمانی: Württemberg) نام سرزمینی تاریخی در کشور آلمان است که همراه با بادن و هوهنتسولرن، دو سرزمین تاریخی دیگر، امروزه ایالت فدرال بادن-وورتمبرگ را تشکیل می‌دهند.

## تاریخ
این سرزمین از نظر تاریخی بخشی از دوک‌نشین شوابن بوده‌است که تاریخِ آن را می‌توان به‌صورت زیر خلاصه کرد:
- شهرستان وورتمبرگ (۱۰۸۳-۱۴۹۵)
- دوک‌نشین وورتمبرگ (۱۴۹۵–۱۸۰۳)
- حوزهٔ وورتمبرگ (۱۸۰۳-۱۸۰۶)
- پادشاهی وورتمبرگ (۱۸۰۶–۱۸۷۱)
- ایالت آزاد مردم وورتمبرگ (۱۹۱۸-۱۹۴۵)

این سرزمین پس از پایان جنگ جهانی دوم به وورتمبرگ-بادن و وورتمبرگ-هوهنتسولرن تقسیم شد. سرانجام در سال ۱۹۵۲ میلادی، تحت عنوان ایالت بادن-وورتمبرگ یکپارچه شد. شهر اشتوتگارت که پایتخت تاریخی این سرزمین بود، امروزه نیز پایتخت ایالت بادن-وورتمبرگ است.